# 角雉属
角雉属（学名：Tragopan），是鳥綱雉科的一属，重要特征为雄鸟长有一对颜色艳丽的肉质角，在求偶时向雌鸟炫耀。学名是以拉丁文的山羊Trago和希腊羊神潘（Pan）合并而来。
它是唯一歇息在树上的雉  ，包括五种角雉：

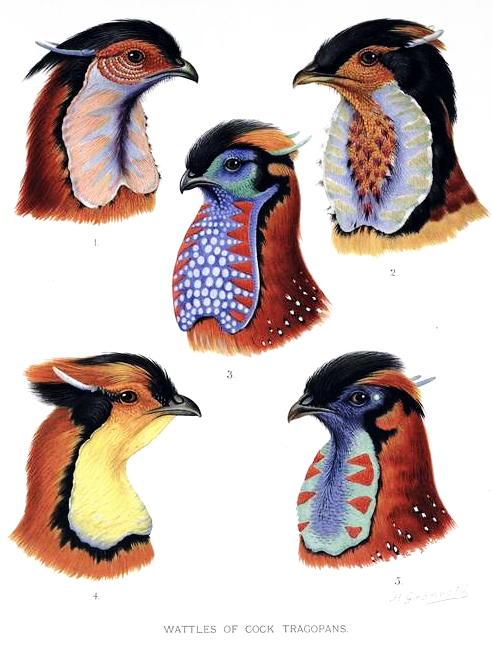
雄性角雉的头像

- 黑头角雉 Tragopan melanocephalus
- 红胸角雉 Tragopan satyra
- 红腹角雉 Tragopan temminckii
- 灰腹角雉 Tragopan blythii
- 黄腹角雉 Tragopan caboti